# جيمس نوروود
جيمس لورد نوروود (بالإنجليزية: James Lord Norwood)‏ هو لاعب كرة قدم إنجليزي محترف، من مواليد 5 سبتمبر 1990، يلعب في صفوف نادي بارنسلي.

## روابط خارجية
- جيمس نوروود على موقع قاعدة بيانات كرة القدم.إي يو (الإنجليزية)
- جيمس نوروود على موقع Soccerbase.com (لاعب) (الإنجليزية)
- جيمس نوروود على موقع Soccerway.com (الإنجليزية)